# Моят прекрасен живот
„Моят прекрасен живот“ (на турски: Şahane Hayatım) е драматичен турски телевизионен сериал, продуциран от Ay Yapım, чийто първи епизод е излъчен на 1 ноември 2023 г., режисиран от Чааръ Байрак, по сценарий на Чаала Къзълелма. Главните роли се изпълняват от Хилял Алтънбилек, Онур Туна, Ийт Йозшенер, Несрин Джевадзаде и Сумру Явруджук.

## Актьорски състав
- Хилял Алтънбилек – Шебнем Арда
- Онур Туна – Mесут Йозтюркмен
- Иит Йозшенер – Онур Гюмюшчю
- Серкан Кескин – Ниязи Адалъ
- Сумру Явруджук – Айсел Гюмюшчю
- Несрин Джавадзаде – Мелиса Йозсой
- Гьокче Еюбоолу – Дидем Йозджан
- Джансел Елчин – Ахмет Балджа
- Изабела Музурбаева – Рохо
- Ела Сентюрк – Едже Гюмюшчю
- Еге Даашан – Емре Гюмюшчю
- Инчинур Дашдемир – Седа Арда
- Емрах Йоздемир – Харун Арда
- Джем Услу – Айдън
- Гюрхан Алтъндашар – Йълмаз
- Седа Акман – Арзу Кадъолу
- Нурхан Йозенен – Нилгюн Йозтюркмен
- Джемре Гюмели – Елиф Кадъолу
- Едже Юксел – Дениз Караджа
- Алтан Гьордюм – Маджит Бостанджъ
- Тимур Аджар – Селяхатин Шишман
- Джанер Топчу – Демир Бостанджъ
- Нилгюн Белгюн - Фирузе Йозджан
- Едже Услу - Едже Азаде

## Излъчване
| Сезон | Епизоди | Начало на сезона | Край на сезона | Всички епизоди | ТВ сезон    | ТВ Канал | Дата и час    |
| ----- | ------- | ---------------- | -------------- | -------------- | ----------- | -------- | ------------- |
| 1     | 30      | 1 ноември 2023   | 5 юни 2024     | 1 – 30         | 2023 – 2024 | NOW      | сряда (20:00) |

## Излъчване в България
| Сезон | Епизоди | Начало на сезона | Край на сезона | Всички епизоди | ТВ сезон | ТВ канал  | Дата и час           |
| ----- | ------- | ---------------- | -------------- | -------------- | -------- | --------- | -------------------- |
| 1     | 97      | 12 февруари 2025 | 26 юни 2025    | 1 – 97         | 2025     | bTV Story | всеки делник (21:30) |

## В България
В България сериалът започва на 12 февруари 2025 г. по bTV Story и завършва на 26 юни. Дублажът е на студио „Медиа Линк“. Ролите се озвучават от Татяна Захова, Елена Бойчева, Светломир Радев, Владимир Колев и Ирина Маринова.